# Баутиста, Дивина
Диви́на Баути́ста (англ. Divina Bautista; род. 11 июля 1942, Багио) — президент Международного Дельфийского совета, профессор музыки Университета Багио и Университета Сент-Луиса. Кроме того, она возглавляет Национальный Дельфийский совет Филиппин (англ.  National Delphic Council Philippines) и Художественный фонд Кордильеры (англ.  Arts Foundation of the Cordilleras); участвует в работе Национальной комиссии по культуре и искусству (англ. National Commission for Culture and the Arts).

## Участие в дельфийских событиях

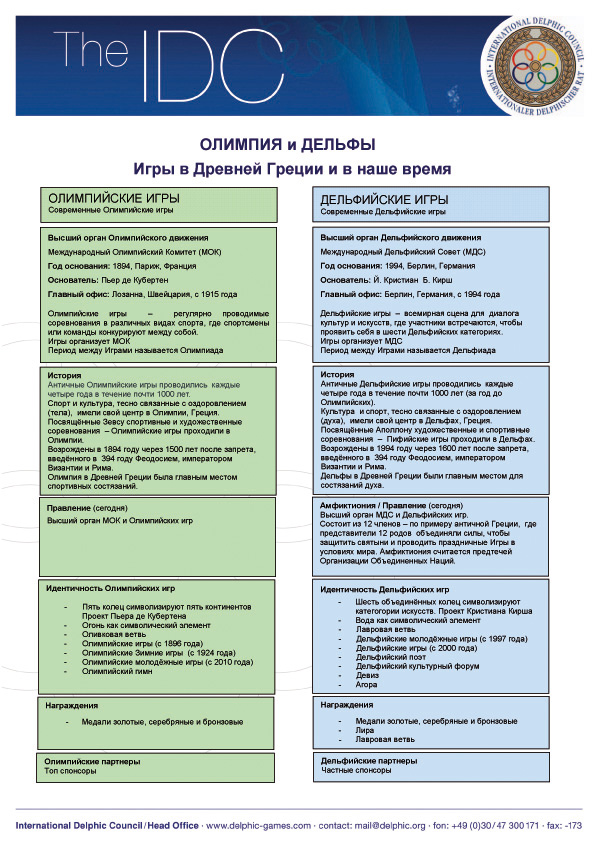
Сопоставление Олимпийских игр и Дельфийских игр

Дивина Баутиста рассказывает, что познакомившись с Кристианом Киршем в 1993 году на дипломатическом приёме в Мюнхене, она сразу увлеклась его идеей возрождения Дельфийских игр, которые могут стать будущей платформой для единения искусства, культуры и образования.
В 1994 году Дивина Баутиста стала одним из соучредителей Международного Дельфийского совета в берлинском дворце Шёнхаузен.
В 2000 году как президент МДС Дивина Баутиста вместе с другими представителями высшего руководства Дельфийского движения почтила своим вниманием первые международные Дельфийские игры для взрослых в Москве.
В 2007 году под девизом «Искусство и культура для будущего наших детей» в Багио, где живёт и работает Дивина Баутиста, прошли третьи международные Дельфийские игры для молодёжи.
11 февраля 2010 года  на приёме в Мариинском дворце Дивина Баутиста поддержала инициативу создания Дельфийского совета Санкт-Петербурга и выразила согласие стать его почётным соучредителем.
В июле 2014 года на специальном Дельфийском саммите в Ист-Лондоне, Умтате и Мфезо  Дивина Баутиста, Кристиан Кирш и Золани Мкива обрисовали ближайшие перспективы Дельфийского движения и привлекли внимание к словам почётного президента МДС Спироса Меркуриса о первостепенной важности стремления к конструктивному диалогу между народами и культурами, к приоритету духовных ценностей:  

Оригинальный текст (англ.)We must finally understand that when there is an increase in material goods, which is not followed with a parallel development of ideas and values, then the lifestyle created flattens every cultural creation and is doomed to wither and decline.
Мы должны, наконец, понять, что увеличение материальных благ без параллельного развития идей и ценностей ведёт к нивелированию стиля жизни, обрекая роль культуры на уменьшение и засыхание (стр. 30)